# Oorzaak
Een oorzaak is datgene wat een bepaalde omstandigheid of gebeurtenis teweegbrengt.
Er wordt zowel in de natuur- als in de sociale wetenschappen gestreefd naar het aanduiden van de ware oorzaak van een bepaald iets.
Een deterministische oorzaak staat in een unicausale relatie tot het gevolg. Dit wil zeggen dat de oorzaak zowel een noodzakelijke voorwaarde (conditio sine qua non) als een voldoende voorwaarde moet zijn. Beide termen werden gemunt door John Stuart Mill. Ze betekenen respectievelijk 1) zonder A (oorzaak) geen B (gevolg) en 2) als A (oorzaak), dan volgt B (gevolg). Dit denkbeeld heerste voornamelijk in de 18de en 19de eeuw.
Het komt in de werkelijkheid veel vaker voor dat oorzaken slechts onder bepaalde voorwaarden geldig zijn, of dat een oorzaak niet noodzakelijk maar wel voldoende is of vice versa. De werkelijkheid is nu eenmaal niet te vatten in unicausale processen, oorzaken staan in interactie met elkaar. Ook legt men nu meer nadruk op het probablistisch karakter van de invloed die oorzaken kunnen oefenen. Het draait niet langer om wetmatigheden, maar om de waarschijnlijkheid dat iets zal gebeuren. Patrick Suppes introduceerde deze probabilistische causaliteit. Wanneer de media berichten over de invloed van alcohol op het aantal verkeersongevallen, dan is de achterliggende aanname dat alcohol de kans op het hebben van een ongeluk verhoogt en niet dat het nuttigen van alcohol gelijkstaat aan het krijgen van een ongeval. Correlatie is geen bewijs van causaliteit.

## Klassieke oudheid

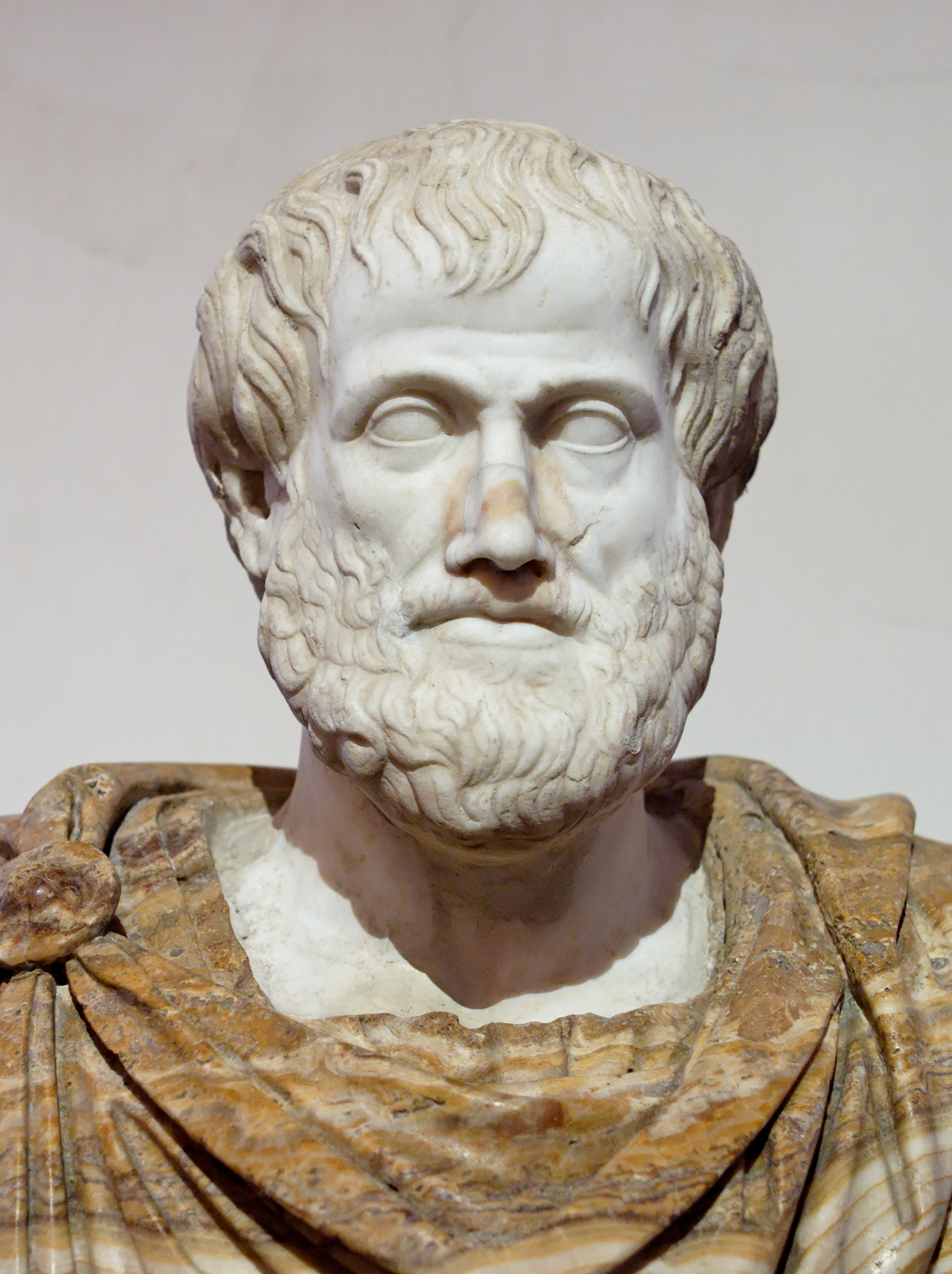
Aristoteles

Er is in de geschiedenis veel gereflecteerd over wat nu eigenlijk oorzaken zijn. Aristoteles zag dit zelf ook in: "De mens is pas tevreden als hij het waarom van de dingen weet".
Zo waren er in de klassieke oudheid nog andere Griekse filosofen gefascineerd door de oorzakenleer en het vinden van "ware" oorzaken. Democritus (460 v.C. - 370 v. C.) stelde bijvoorbeeld: "Ik vind liever één duiding van een oorzaak dan dat het koninkrijk der Perzen mij toevalt.

### De vier oorzaken van Aristoteles
De filosofische wortels van wat in het hedendaagse denken als een oorzaak wordt aangeduid, zijn terug te vinden bij de reeds vernoemde Aristoteles. Hij wordt gezien als de geestelijke vader van het causale gedachtegoed.

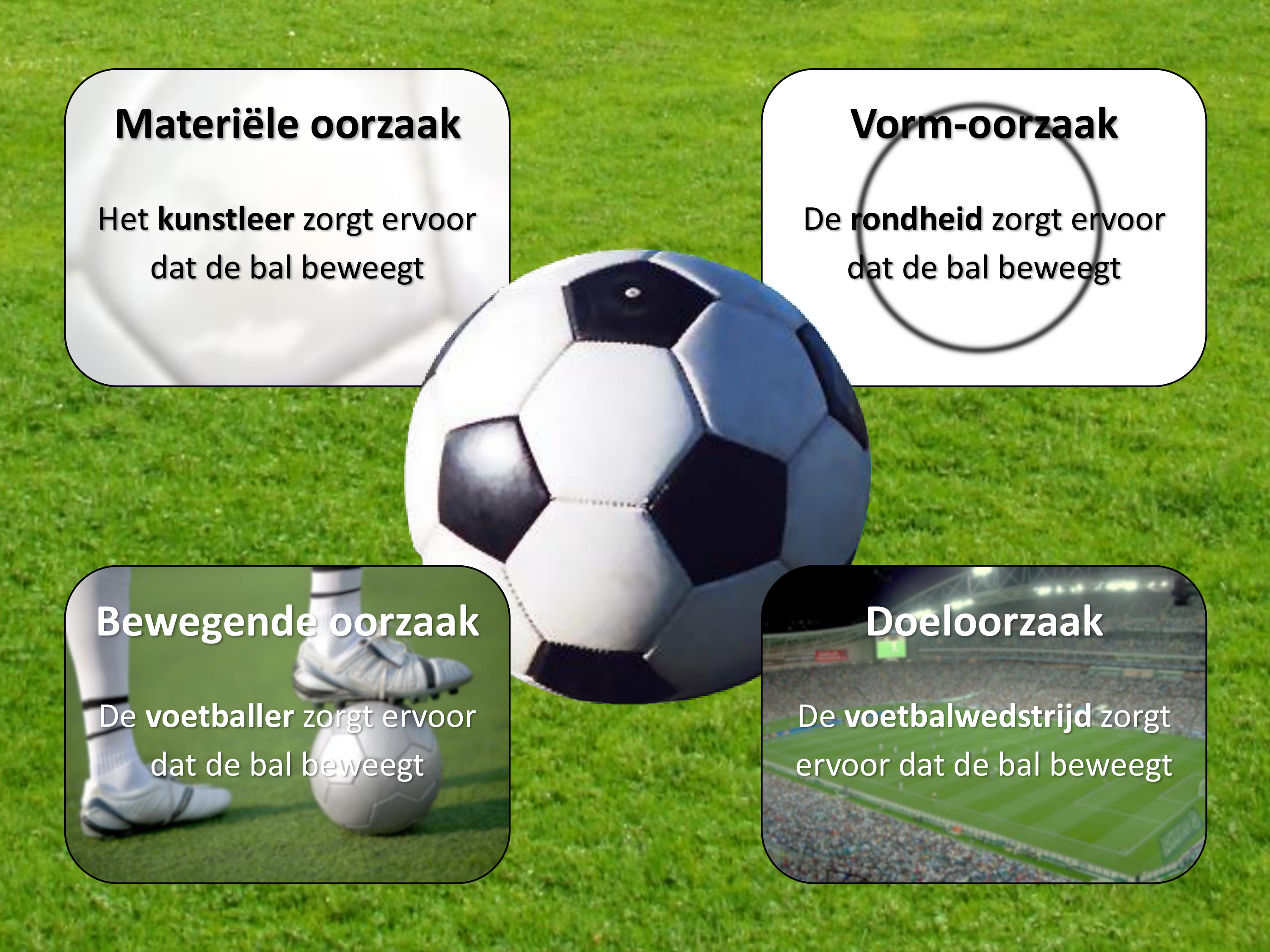
De vier oorzaken volgens Aristoteles met een voetbal als voorbeeld

Deze titel heeft hij te danken aan zijn leer van de vier oorzaken, een typologie waarbij hij het onderscheid maakt tussen de causa efficiens, de causa materialis, de causa formalis en de causa finalis. Aristoteles stelde zelf de causa finalis voorop, maar de hedendaagse invulling van het begrip "oorzaak" leunt het dichtst aan bij de causa efficiens.
- De causa materialis (materiële oorzaak): waar iets van gemaakt is.
- De causa efficiens (efficiënte oorzaak): de agent die een invloed uitoefent op een ding.
- De causa formalis (vorm-oorzaak): de vorm waarin een ding een ander ding verandert.
- De causa finalis (doeloorzaak): het doel waartoe iets gedaan wordt.

Deze vierde categorie van oorzaken is inmiddels verouderd. Veel wetenschappelijke theorieën ontkennen immers de doelgerichtheid van blinde processen zoals de evolutietheorie (Charles Darwin). Zo wordt evolutie als oorzaak van modificaties niet als iets goddelijks gezien, of als iets met een bewustzijn, maar als een blind proces dat gedreven wordt door blinde causale mechanismen. De huidige wetenschapsbeoefening gebruikt met andere woorden geen finale oorzaken, net zoals men ook de causa materialis en de causa formalis niet als variabelen ziet met verklarende kracht.

## Eerste wetenschappelijke toepassingen

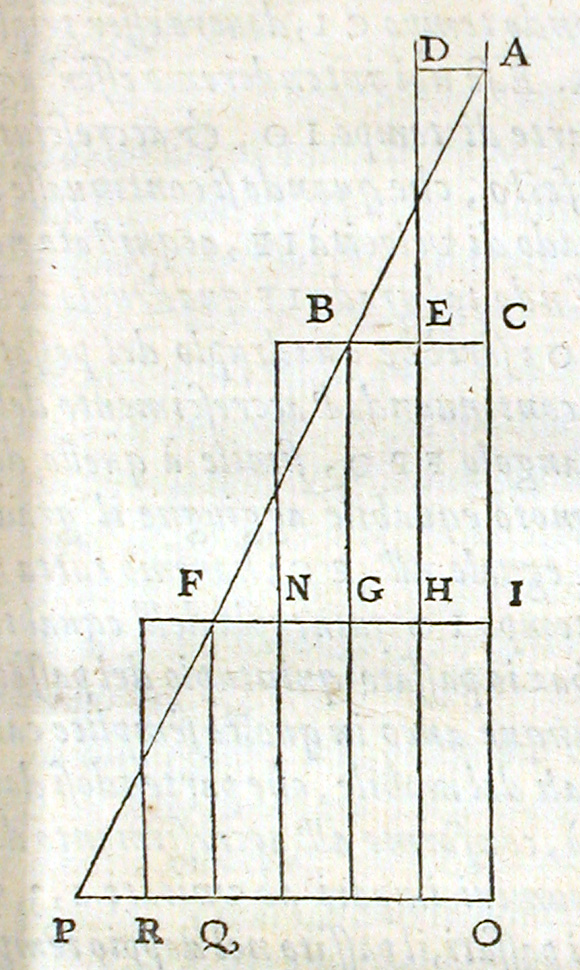
Toepassing van unicausaliteit: de determinerende invloed van zwaartekracht op vallende objecten (afkomstig uit About The Law of Falling Bodies (Galileo Galilei)).

De methoden en het werk van filosofen in de Klassiek Oudheid waren pre-wetenschappelijk. De eerste wetenschappers, vaak fysici die zich bezighielden met oorzaken en causatie in het algemeen, waren Galileo Galilei en Isaac Newton. Zij bedienden zich van unicausaliteit: "het is louter en alleen de zwaartekracht (oorzaak) die leidt tot het vallen van een appel (gevolg)". 
Francis Bacon (1561-1626) was een van de eersten die de productieve oorzaak (meetbaar en bestudeerbaar) implementeerde in zijn wetenschappelijke methodiek, in zijn werk Novum Organum.
Ook de epidemiologie was aanvankelijk een unicausale wetenschap; van ziektes werd aanvankelijk gedacht dat ze door slechts één oorzaak werden veroorzaakt. Men zag een langdurig gebrek aan vitamine C bijvoorbeeld als dé oorzaak voor scheurbuik, een ziekte die voorkomt bij zeelui.
Causale verklaringen in klassieke wetenschappelijke theorieën zijn vaak meer rigide dan nieuwere varianten. Ze bedienen zich van het principe van de reeds vermelde efficiënte oorzaak, dat het leidende en vaak zelfs enige principe van de oorzakenleer wordt in de 17e eeuw. Deze oorzaken zijn productief, ze worden geassocieerd met beweging. Het is een externe oorzaak die in essentie een actieve agens is. Het gevolg ondergaat de invloed van de werkoorzaak op een passieve wijze.

## Hedendaagse visie op oorzaken
Inmiddels beschouwt men unicausaliteit als een bijzonder geval van het vaker voorkomende fenomeen multicausaliteit, waarbij er meerdere aanwijsbare oorzaken zijn voor het teweegbrengen van een gevolg.
De INUS-redenering van John Mackie is voor veel hedendaagse wetenschappers een belangrijke leidraad bij empirisch onderzoek. Mackie herintroduceerde de door John Stuart Mill gecreëerde begrippen noodzakelijke voorwaarde, voldoende voorwaarde, maar ook de niet noodzakelijke maar wel voldoende voorwaarde en de niet voldoende maar wel noodzakelijke voorwaarde. Door deze herintroductie hernieuwde Mackie de interesse voor deze begrippen in de sociale wetenschappen. Het begrip "INUS" staat voor insufficient but non-redundant part of a set, which is unnecessary but sufficient for the consequence. Mackie betoogt dat een oorzakelijke factor nooit alleen zijn werking uitoefent, maar dat dit steeds gebeurt bij gratie van andere factoren of omstandigheden.
Ook moet hier de interventionalistische causaliteitstheorie van George Von Wright vermeld worden, waarbij Von Wright de ene handeling verklaart door middel van de andere handeling. In de sociale wetenschappen wordt naast de causaliteit tussen twee gebeurtenissen (externe gebeurtenis als causa efficiens en het gevolg) ook gezocht naar oorzaken van handelingen die gesteld worden door individuen (actoren). George Von Wright zijn werk laat zich samenvatten in het volgende citaat: "By doing things, we bring about them". Mensen worden niet alleen maar passief gedetermineerd door externe gebeurtenissen, vaak zijn zijzelf de oorzaak van bepaalde gevolgen. Bij de opwarming van de Aarde worden bijvoorbeeld menselijke handelingen als productieve oorzaken aangeduid. Dit begrip noemt men ook zelfdeterminatie (self agency).